# Lista botaniștilor după abrevierea de autor (K–L)
Aceasta este o listă incompletă de botaniști după abrevierile lor de autor, care sunt destinate citării denumirilor științifice sau a lucrărilor pe care le-au publicat. Această listă este întocmită după Authors of Plant Names⁠(en)[traduceți] de Brummitt & Powell (1992). Utilizarea acelei liste este recomandată prin Nota 1 Rec. 46A din International Code of Nomenclature for algae, fungi, and plants. Lista este actualizată online la The International Plant Names Index și Index Fungorum.
De notat că în unele cazuri abrevierea de autor constă dintr-un nume de familie complet, iar în alte cazuri numele este abreviat sau/și însoțit de una sau mai multe inițiale. Nu se pun spații între inițiale și nume (sau abrevierea sa).

#### Ordinea intrărilor
Lista de aici este menținută strict în ordinea alfabetică a abrevierilor; astfel "A.B.Jacks." apare la litera "A" și nu la "J", și este situat astfel ca și cum caracterele ar fi fost "ABJACKS". Capitalizarea este ignorată, la fel ca și toate caracterele non-alfabetice ca puncte și spații. Semenele diacritice de asemenea sunt ignorate, astfel încât, de exemplu, "ü" este tratat ca și cum ar fi "u".

#### Navigare
Din cauza lungimii sale, lista este despărțită în mai multe pagini separate. Toate secțiunile alfabetice pot fi accesate din cuprins.

## A–J
| Liste: | A | B | C | D | E F | G | H | I J | K L | M | N O | P | Q R | S | T U V | W X Y Z |

Pentru a găsi intrări ce încep cu A–J, folosiți cuprinsul de mai sus.

## K
| Liste: Sus | A | B | C | D | E F | G | H | I J | K L | M | N O | P | Q R | S | T U V | W X Y Z |

- Kablík. – Josephine Ettel Kablick (sau Josefina Kablíková) (1787–1863)
- Kache – Paul Kache (1882–1945)
- Kaempf. – Engelbert Kaempfer (1651–1716)
- Kai Müll. – Kai Müller (n. 1975)
- Kalchbr. – Karl Kalchbrenner (1807–1886)
- Kalkman – Cornelis Kalkman (1928–1998)
- Kallenb. – Franz Joseph Kallenbach (1893–1944)
- Kalm – Pehr Kalm (1716–1779)
- Kaltenb. – Johann Heinrich Kaltenbach (1807–1876)
- Kamel – Georg Joseph Kamel (1661–1706)
- Kamelin – Rudolf V. Kamelin (Born 1938)
- Kamieński – Franciszek Michailow von Kamieński (1851–1912)
- Kanai – Hiroo Kanai (n. 1930)
- Kanda – Hiroshi Kanda (n. 1946)
- Kane – Katharine Sophia Bailey Kane (1811–1886)
- Kaneh. – Ryōzō Kanehira (1882–1948)
- Kanér – Oskar Richard Kanér (n. 1878)
- Kanes – William H. Kanes (n. 1934)
- Kanis – Andrias Kanis (1934–1986)
- Kanitz – August Kanitz (1843–1896)
- Kanjilal – Upendranath Kanjilal (1859–1928)
- Kann – Edith Kann (1907–1987)
- Kanouse – Bessie Bernice Kanouse (1889–1969)
- Kantsch. – Zaiharias A. Kantschaweli (1894–1932)
- Kantvilas – Ginteras Kantvilas (n. 1956)
- Kappl. – August Kappler (1815–1887)
- Kartesz – John T. Kartesz (fl. 1990)
- Kasper – Andrew Edward Kasper (n. 1942)
- Kauffman - Calvin Henry Kauffman (1869-1931)
- Kaul – Kailash Nath Kaul (1905–1983)
- Kaulf. – Georg Friedrich Kaulfuss (1786–1830)
- Kavina – Karel Kavina (1890–1948)
- Kaz.Osaloo – Shahrokh Kazempour Osaloo (n. 1966)
- K.Bergius – Karl Heinrich Bergius (1790–1818)
- K.Brandegee – Mary Katharine Brandegee (1844–1920)
- K.Brandt – Andreas Heinrich Karl Brandt (1854–1931)
- K.Bremer – Kåre Bremer (n. 1948)
- K.D.Hill – Kenneth D. Hill (1948–2010)
- K.D.Koenig – Charles (Karl) Dietrich Eberhard Koenig (König) (1774–1851)
- Kearney – Thomas Henry Kearney (1874–1956)
- Keating – William Hippolitus (Hypolitus, Hypolite) Keating (1799–1844)
- Keay – Ronald William John Keay (1920–1998)
- Keck – Karl Keck (1825–1894)
- Keener – Carl Samuel Keener (n. 1931)
- Keighery – Gregory John Keighery (n. 1950)
- Keissl. – Karl von Keissler (1872–1965)
- Kellerm. – William Ashbrook Kellerman (1850–1908)
- Kellogg – Albert Kellogg (1813–1887)
- Kelly – Howard Atwood Kelly (1858–1943)
- Kemmler – Carl Albert Kemmler (1813–1888)
- Keng – Yi Li Keng (1897–1975)
- Keng f. – Pai Chieh Keng (n. 1917)
- Kenrick – Paul Kenrick (fl. 1999)
- Kent – William Saville-Kent (1845–1908)
- Ker – Charles Henry Bellenden Ker (1785–1871)
- Keraudren – Monique Keraudren (1928–1981)
- Kerch. – Oswald Charles Eugène Marie Ghislain de Kerchove de Denterghem (1844–1906)
- Kereszty – Zoltán Kereszty (n. 1937)
- Ker Gawl. – John Bellenden Ker Gawler (1764–1842)
- Kerguélen – Michel François-Jacques Kerguélen (1928–1999)
- Kernst. – Ernst Kernstock (1852–1900)
- Kerr – Arthur Francis George Kerr (1877–1942)
- Kers – Lars Erik Kers (n. 1931)
- Kerst. – Otto Kersten (1839–1900)
- Keyserl. – Alexander Friedrich Michael Leberecht Arthur von Keyserling (1815–1891)
- K.F.R.Schneid. – Karl Friedrich Robert Schneider (1798–1872)
- K.F.Schimp. – Karl Friedrich Schimper (1803–1867)
- K.Hammer – Karl Hammer (n. 1944)
- Khawkine – Mardochée-Woldemar Khawkine (1860–1930) (scriere alternativă pentru Waldemar Mordecai Wolff Haffkine)
- K.Heyne – Karel Heyne (1877–1947)
- K.Hoffm. – Käthe Hoffmann (1883–1931)
- Khoon – Meng Wong Khoon (fl. 1982)
- K.I.Chr. – Knud Ib Christensen (1955–2012)
- Kidst. – Robert Kidston (1852–1924)
- Kiew – Ruth Kiew (n. 1946)
- Kiggel. – Franz (François, Franciscus) Kiggelaer (1648–1722)
- K.I.Goebel – Karl Ritter von Goebel (1855–1932) (cunoscut și ca Karl Immanuel Eberhard Goebel)
- Killias – Eduard Killias (1829–1891)
- Killip – Ellsworth Paine Killip (1890–1968)
- Kindb. – Nils Conrad Kindberg (1832–1910)
- Kindt – Christian Sommer Kindt (1816–1903)
- King – George King (1840–1909)
- Kingdon-Ward – Frank Kingdon-Ward (1885–1958)
- Kirby – Mary Kirby (1817–1893)
- Kirchn. – Emil Otto Oskar von Kirchner (1851–1925)
- Kirk – Thomas Kirk (1828–1898)
- Kirschl. – Frédéric Kirschleger (1804–1869)
- Kirschst. – Wilhelm Kirschstein (1863–1946)
- Kit. – Pál Kitaibel (1757–1817)
- Kitag. – Masao Kitagawa (1910–1995)
- Kitt. – Martin Baldwin Kittel (1798–1885)
- Kittlitz – Friedrich Heinrich von Kittlitz (1799–1871)
- Kit Tan – Kit Tan (n. 1953)
- Kjellm. – Frans Reinhold Kjellman (1846–1907)
- K.Jess. – Knud Jessen (1884–1971)
- K.J.Kim – Ki Joong Kim (n. 1957)
- K.J.Martin – Kenneth J. Martin (n. 1942)
- K.Koch – Karl Heinrich Emil Koch (1809–1879)
- K.Komatsu – Katsuko Komatsu (fl. 2003)
- K.Krause – Kurt Krause (1883–1963)
- K.Kurtz – Karl Marie Max Kurtz (1846–1910)
- K.Larsen – Kai Larsen (1926–2012)
- Klatt – Friedrich Wilhelm Klatt (1825–1897)
- Klein – Jacob Theodor Klein (1685–1759)
- Klotzsch – Johann Friedrich Klotzsch (1805–1860)
- K.M.Drew – Kathleen Mary Drew-Baker (1901–1957)
- K.M.Feng – Kuo Mei Feng (1917–2007)
- K.M.Matthew – Koyapillil Mathai Matthew (1930–2004)
- K.Möbius – Karl Möbius (1825–1908)
- K.M.Purohit – K. M. Purohit (fl. 1979)
- K.Müll. – Konrad Müller (n. 1857)
- K.M.Wong – Khoon Meng Wong (n. 1954)
- Knapp – John Leonard Knapp (1767–1845)
- Knebel – Gottfried Knebel (n. 1908)
- Kneuck. – Johann Andreas Kneucker (1862–1946)
- Knight – Joseph Knight (1778–1855)
- Knobl. – Emil Friedrich Knoblauch (1864–1936)
- Knuth – Paul Knuth (1854–1899)
- Kny – Carl Ignaz Leopold Kny (1841–1916)
- Kobuski – Clarence Emmeren Kobuski (1900–1963)
- Koch – Johann Friedrich Wilhelm Koch (1759–1831)
- Kochummen – Kizhakkedathu Mathai Kochummen (1931–1999)
- Koehne – Bernhard Adalbert Emil Koehne (1848–1918)
- Koeler – Georg Ludwig Koeler (1765–1807)
- Koell. – Rudolf Albert von Koelliker (1817–1905)
- Koelle – Johann Ludwig Christian Koelle (1763–1797)
- Koidz. – Gen-ichi Koidzumi (1883–1953)
- Kolen. – Friedrich August (Anton) Rudolf Kolenati (1813–1864)
- Kom. – Vladimir Leontyevich Komarov (1869–1945)
- Komiya – Sadashi Komiya (n. 1932)
- Koopmann – Karl Koopmann (fl. 1879–1900)
- Koord. – Sijfert Hendrik Koorders (1863–1919)
- Koord.-Schum. – Anna Koorders-Schumacher (1870–1934)
- Kops – Jan Kops (1765–1849)
- Körb. – Gustav Wilhelm Körber (1817–1885)
- Kôriba – Kwan Kôriba (1882–1957)
- Körn. – Friedrich August Körnicke (1828–1908)
- Kornh. – (Georg) Andreas von Kornhuber (1824–1905)
- Korol. – Valentina Alekseevna Koroleva, de asemenea cunoscută ca Valentina Alekseevna Koroleva-Pavlova (n. 1898)
- Körte – Heinrich Friedrich Franz Körte (1782–1845)
- Korth. – Pieter Willem Korthals (1807–1892)
- K.Osada – Keigo Osada (n. 1956)
- Košanin – Nedeljko Košanin (1874–1934)
- Kosterm. – André Joseph Guillaume Henri Kostermans (1907–1994)
- Kotl. – František Kotlaba (n. 1927)
- Kotov – Mikhail Ivanovich Kotov (1896–1978)
- Kotschy – Carl Georg Theodor Kotschy (1813–1866)
- Kotyk – Michele E. Kotyk (fl. 2002)
- K.Prasad – Kothareddy Prasad (n. 1985)
- Kraenzl. – Friedrich Wilhelm Ludwig Kraenzlin (1847–1934)
- Krajina – Vladimir Joseph Krajina (1905–1993)
- Kral – Robert Kral (n. 1926)
- Kralik – Jean-Louis Kralik (1813–1892)
- Krapov. – Antonio Krapovickas (n. 1921)
- Krasn. – Andrej Nikovaevich Krassnov (1862–1914)
- Kraus – Gregor Konrad Michael Kraus (1841–1915)
- Krause – Johann Wilhelm Krause (1764–1842)
- Kräusel – Richard Oswald Karl Kräusel (1890–1966)
- Krebs – Georg Ludwig Engelhard Krebs (1792–1844)
- Kremp. – August von Krempelhuber (1813–1882)
- Kreutz – Carolus Adrianus Johannes Kreutz (n. 1954)
- Kreuz. – Kurt Kreuzinger (1905–1989)
- K.Richt. – Karl Richter (1855–1891)
- Krock. – Anton Johann Krocker (1744–1823)
- Krok – Thorgny Ossian Bolivar Napoleon Krok (1834–1921)
- Krombh. – Julius Vincenz von Krombholz (1782–1843)
- K.R.Robertson – Kenneth R. Robertson (n. 1941)
- Krug – Karl (Carl) Wilhelm Leopold Krug (1833–1898)
- Krüssm. – Johann Gerd Krüssmann (1910–1980)
- K.Schum. – Karl Moritz Schumann (1851–1904)
- K.S.Prasad – Karuvankoodelu Subrahmanya Prasad (n. 1983)
- Kubitzki – Klaus Kubitzki (n. 1933)
- Kudô – Yûshun Kudô (1887–1932)
- Kuhlm. – João Geraldo Kuhlmann (1882–1958)
- Kuhn – Friedrich Adalbert Maximilian Kuhn (1842–1894)
- Kuijt – Job Kuijt (n. 1930)
- Kük. – Georg Kükenthal (1864–1955)
- Kumar – Pankaj Kumar (n. 1975)
- Kunth – Carl Sigismund Kunth (1788–1850)
- Kuntze (O.Kuntze, O.Kzte) – Carl Ernst Otto Kuntze (1843–1907)
- Kunze – Gustav Kunze (1793–1851)
- Kupicha – Frances Kristina Kupicha (n. 1947)
- Kuprian. – Ludmila Kuprianova (1914–1987)
- Kurata – S. Kurata (fl. 1931)
- Kurbanb. – Z. K. Kurbanbekov (n. 1935)
- Kurbanov – D. K. Kurbanov (n. 1946)
- Kurbatski – Vladimir Ivanovich Kurbatski (n. 1941)
- Kurczenko – Elena Ivanovna Kurczenko (n. 1935)
- Kurib. – Kazue Kuribayashi (d. 1954)
- Kurita – Siro Kurita (n. 1936)
- Kurkiev – Uolubii Kishtishevich Kurkiev (n. 1937)
- Kurl. – Boguslav Stanislavovich Kurlovich (n. 1948)
- Kurogi – Munengo Kurogi (1921–1988)
- Kurok. – Syo Kurokawa (n. 1926)
- Kurr – Johann Gottlieb von Kurr (1798–1870)
- Kürschner – Harald Kürschner (n. 1950)
- Kurtto – Arto Kurtto (n. 1951)
- Kurtz – Fritz (Federico) Kurtz (1854–1920)
- Kurtzman – Cletus P. Kurtzman (n. 1938)
- Kurz – Wilhelm Sulpiz Kurz (1834–1878)
- Kurzweil – Hubert Kurzweil (n. 1958)
- Küster – Ernst Küster (1874–1953)
- Kuswata – E. Kuswata Kartawinata (fl. 1965)
- Kütz. – Friedrich Traugott Kützing (1807–1893)
- K.Wilh. – Karl Adolf Wilhelm (1848–1933)
- K.Y.Pan – Kai Yu Pan (n. 1937)

## L
| Liste: Sus | A | B | C | D | E F | G | H | I J | K L | M | N O | P | Q R | S | T U V | W X Y Z |

- L. – Carl Linnaeus (or Carolus Linnæus) (1707–1778)
- Labill. – Jacques Labillardière (1755–1834)
- Lacaita – Charles Carmichael Lacaita (1853–1933)
- Lace – John Henry Lace (1857–1918)
- La Duke – John C. La Duke (n. 1950)
- Laest. – Lars Levi Læstadius (Laestadius) (1800–1861)
- Laferr. – Joseph E. Laferrière (n. 1955)
- Lag. – Mariano Lagasca y Segura (1776–1839)
- Lagerh. – Nils Gustaf von Lagerheim (1860–1926)
- Lakela – Olga Korhoven Lakela (1890–1980)
- La Llave – Pablo de La Llave (1773–1833)
- L.Allorge – Lucile Allorge (n. 1937)
- Lam. – Jean-Baptiste Lamarck (1744–1829)
- Lamb. – Aylmer Bourke Lambert (1761–1842)
- Lamy – Pierre Marie Édouard Lamy de la Chapelle (1804–1886)
- Lancaster – Roy Lancaster (n. 1937)
- Lander – Nicholas Sèan Lander (n. 1948)
- L.Andersson – Bengt Lennart Andersson (1948–2005)
- Landolt – Elias Landolt (n. 1926)
- Landrum – Leslie R. Landrum (n. 1946)
- Lane-Poole – Charles Edward Lane-Poole (1885–1970)
- Lange – Johan Martin Christian Lange (1818–1898)
- Langeron – Maurice Charles Pierre Langeron (1874–1950)
- Langeth. – Christian Eduard Langethal (1806–1878)
- Langsd. – Georg Heinrich von Langsdorff (1774–1852)
- Lank. – E. Ray Lankester (1847–1929)
- Lantz.-Bén. – Georg Boyung Scato Lantzius-Béninga (1815–1871)
- Lapeyr. – Baron Philippe-Isidore Picot de Lapeyrouse (La Peirouse) (1744–1818)
- Lapham – Increase Allen Lapham (1811–1875)
- Larter – Clara Ethelinda Larter (1847–1936)
- L.A.S.Johnson – Lawrence Alexander Sidney Johnson (1925–1997)
- Lasser – Tobías Lasser (1911–2006)
- Latap. – François-de-Paule Latapie (1739–1823)
- Laterr. – Jean François Laterrade (1784–1858)
- Lat.-Marl. – Joseph Bory Latour-Marliac (1830-1911)
- Latourr. – Marc Antoine Louis Claret de La Tourrette (1729–1793)
- Lauterb. – Carl Adolf Georg Lauterbach (1864–1937)
- Lauterborn – Robert Lauterborn (1869–1952)
- Lauz.-March. – Marguerite Lauzac-Marchal (fl. 1974)
- Lavallée – Pierre Alphonse Martin Lavallée (1836–1884)
- Lavrent. – Georgios Lavrentiades (n. 1920)
- Lawalrée – André Gilles Célestin Lawalrée (1921–2005)
- Lawrance – Mary Lawrance (fl. 1790–1831)
- Lawson – George Lawson (1827–1895)
- Laxm. – Erich G. Laxmann (1737–1796)
- Layens – Georges de Layens (1834–1897)
- Laz. – Andrei Sazontovich Lazarenko (1901–1979)
- L.Bolus – Harriet Margaret Louisa Bolus (née Kensit)  (1877–1970)
- L.Borgen – Liv Borgen (n. 1943)
- L.B.Moore - Lucy Beatrice Moore (1906-1987)
- L.B.Sm. – Lyman Bradford Smith (1904–1997)
- L.Clark – Lois Clark (1884–1967)
- L.C.Leach – Leslie Charles Leach (1909–1996)
- L.C.Wheeler – Louis Cutter Wheeler (1910–1980)
- L.D.Gómez – Luis Diego Gómez (1944–2009)
- L.D.Pryor – Lindsay Pryor (1915–1998)
- Leandri – Jacques Désiré Leandri (1903–1982)
- Leav. – Robert Greenleaf Leavitt (1865–1942)
- Leavenw. – Melines Conklin Leavenworth (1796–1832)
- Lecomte – Paul Henri Lecomte (1856–1934)
- Leconte – John (Eatton) Leconte (1784–1860)
- Lecoq – Henri Lecoq (1802–1871)
- Ledeb. – Carl Friedrich von Ledebour (1785–1851)
- Leefe – John Ewbank Leefe (1824–1889)
- Leeke – Georg Gustav Paul Leeke (1883–1933)
- Leenh. – Pieter Willem Leenhouts (1926–2004)
- Leers – Johann Georg Daniel Leers (1727–1774)
- Lees – Edwin Lees (1800–1887)
- Leeuwenb. – Anthonius Josephus Maria Leeuwenberg (1930–2010)
- Lehm. – Johann Georg Christian Lehmann (1792–1860)
- Lehnebach – Carlos Adolfo Lehnebach (n. 1974)
- Leibold (also F.E.Leyb.) – Friedrich Ernst Leibold (surname also spelled "Leybold") (1804–1864) (a nu se confunda cu botanistul Friedrich Leybold (1827–1879))
- Leight. – William Allport Leighton (1805–1889)
- Leitg. – Hubert Leitgeb (1835–1888)
- Leitn. – Edward Frederick Leitner (1812–1838)
- Lej. – Alexandre Louis Simon Lejeune (1779–1858)
- Le Jol. – Auguste François Le Jolis (1823–1904)
- Lellinger – David B. Lellinger (n. 1937)
- Lelong – Michel G. Lelong (n. 1932)
- Lem. – Charles Antoine Lemaire (1800–1871)
- Le Maout – Jean Emmanuel Maurice Le Maout (1799–1877)
- Lemmerm. – Ernst Johann Lemmermann (1867–1915)
- Lemmon – John Gill Lemmon (1832–1908)
- Lemoine – (Pierre Louis) Victor Lemoine (1823–1911)
- Le Monn. – Louis-Guillaume Le Monnier (1717–1799)
- L.E.Navas – Luisa Eugenia Navas (n. 1918)
- Lenorm. – Sébastien René Lenormand (1796–1871)
- León – Frère León (1871–1955)
- Leonard – Emery Clarence Leonard (1892–1968)
- Lepr. – François Mathias René Leprieur (1799–1869)
- L.E.Rodin – Leonid Efimovich Rodin (1907–1990)
- Leroy – Andre Leroy (1801–1875)
- Les – Donald H. Les (n. 1954)
- Lesch. – Jean-Baptiste Leschenault de La Tour (1773–1826)
- L.E.Skog – Laurence Edgar Skog (n. 1943)
- Lesq. – Charles Léo Lesquereux (1806–1889)
- Less. – Christian Friedrich Lessing (1809–1862)
- Lév. – Joseph Henri Léveillé (1796–1870)
- Levyns – Margaret Rutherford Bryan Levyns (1890–1975)
- Lewin – Ralph Arnold Lewin (1921–2008)
- Lewis – Meriwether Lewis (1774–1809)
- Lex. – Juan José Martinez de Lexarza (1785–1824)
- Leyb. – Friedrich Leybold (1827–1879) (a nu se confunda cu botanistul Friedrich Ernst Leibold (1804–1864), numele căruia este uneori scris "Leybold")
- Leyss. – Friedrich Wilhelm von Leysser (1731–1815)
- L.f. – Carolus Linnaeus the Younger (1741–1783)
- L.F.Hend. – Louis Forniquet Henderson (1853–1942)
- L.Fisch. – Ludvig Fischer (1828–1907)
- L.Fuchs – Leonhart Fuchs (1501–1566)
- L.G.Clark – Lynn G. Clark (n. 1956)
- L.H.Bailey – Liberty Hyde Bailey (1858–1954)
- L.H.Dewey – Lyster Hoxie Dewey (1865–1944)
- L.Henry – Louis Henry (1853–1903)
- L'Hér. – Charles Louis L'Héritier de Brutelle (1746–1800)
- L.H.Gray – Louis Harold Gray (1905–1965)
- L.Höhn. – Ludwig von Höhnel (1857–1942)
- Liais – Emmanuel Liais (1826–1900)
- Lib. – Marie-Anne Libert (1782–1865)
- Libosch. – Joseph Liboschitz (1783–1824)
- L.I.Cabrera – Lidia Irene Cabrera (n. 1964)
- Licht. – Martin Lichtenstein (1780–1857)
- Lidén – Magnus Lidén (n. 1951)
- Liebl. – Franz Kaspar (sau Caspar) Lieblein (1744–1810)
- Liebm. – Frederik Michael Liebmann (1813–1856)
- Lightf. – John Lightfoot FRS (1735–1788)
- Lilj. – Samuel Liljeblad (1761–1815)
- Limpr. – Karl Gustav Limpricht (1834–1902)
- Lindau – Gustav Lindau (1866–1923)
- Lindb. – Sextus Otto Lindberg (1835–1889)
- Linden – Jean Jules Linden (1817–1898)
- Lindenb. – Johann Bernhard Wilhelm Lindenberg (1781–1851)
- Lindl. – John Lindley (1799–1865)
- Lindm. – Carl Axel Magnus Lindman (1856–1928)
- Lindq. – Sven Bertil Gunvald Lindquist (1904–1963)
- Lingelsh. – Alexander von Lingelsheim (1874–1937)
- Link – Heinrich Friedrich Link (1767–1851)
- Linsbauer – Karl Linsbauer (1872–1934)
- Linton – William James Linton (1812–1897)
- Lippold – Hans Lippold (1932– 1980)
- Lipsky – Vladimir Ippolitovich Lipsky (1863–1937)
- L.I.Savicz – Lydia Ivanovna Savicz-Lubitskaya (1886–1982)
- Litard. – René Verriet de Litardière (1888–1957)
- Little – Elbert Luther Little (1907–2004)
- Litv. – Dmitrij Ivanovitsch Litvinov (1854–1929)
- Livingst. – C. Livingstone (n. 1949)
- L.J.Davenp. – Lawrence James Davenport (n. 1952)
- L.K.Fu – Li-kuo Fu (n. 1934)
- Llanos – Antonio Llanos (1806–1881)
- L.L.Daniel – Lucien Louis Daniel (1856–1940)
- L.M.Ames – Lawrence Marion Ames (1900–1966)
- L.Martin – Lucille Martin (n. 1925)
- L.McCulloch – Lucia McCulloch (1873–1955)
- L.M.Perry – Lily May Perry (1895–1992)
- L.M.Vidal – Luis Mariano Vidal (1842–1922)
- L.Nutt. – Lawrence William Nuttall (1857–1933)
- Lobel – Matthias de l'Obel (de Lobel) (sau Matthaeus Lobelius) (1538–1616)
- Lodd. – Joachim Conrad Loddiges (1738–1826)
- Loefl. – Pehr Loefling (1729–1756)
- Loes. – Ludwig Eduard Theodor Loesener (1865–1941)
- Loeske – Leopold Loeske (1865–1935)
- Loisel. – Jean-Louis-Auguste Loiseleur-Deslongchamps (1774–1849)
- Lojac. – Michele Lojacono (1853–1919)
- Lombardi – Julio Antonio Lombardi (n. 1961)
- Longyear – Burton Orange Longyear (1868–1969)
- Lonitzer – Adam Lonicer (Lonitzer) (sau Adamus Lonicerus) (1528–1586)
- Lönnrot – Elias Lönnrot (1802–1884)
- Loosjes – Adriaan Loosjes (1761–1818)
- Locq. - Marcel Locquin (1922-2009)
- Lorch – Wilhelm Lorch (1867–1954)
- Lord – Ernest E. Lord (1899–1970)
- Lorentz – Paul Günther Lorentz (1835–1881)
- Loschnigg – Vilim Loschnigg (n. 1897)
- Losinsk. – A.S. Losina-Losinskaja (1903–1958)
- Lothian – Thomas Robert Noel Lothian (1915–2004)
- Lotsy – Johannes Paulus Lotsy (1867–1931)
- Lott – Henry J. Lott (fl. 1938)
- Loudon – John Claudius Loudon (1783–1843)
- Lounsb. – Alice Lounsberry (1872–1949)
- Lour. – João de Loureiro (1717–1791)
- Lourteig – Alicia Lourteig (1913–2003)
- Lowe – Richard Thomas Lowe (1802–1874)
- L.O.Williams – Louis Otho Williams (1908–1991)
- Lowrie – Allen Lowrie (n. 1948)
- Lowry – Porter Prescott Lowry (n. 1956)
- Lozano – Gustavo Lozano-Contreras (1938–2000)
- L.Planch. – Louis David Planchon (1858–1915)
- L.Post – Ernst Jakob (Jacob) Lennart von Post (1884–1951)
- L.Preiss – Ludwig Preiss (1811–1883)
- L.R.Blinks – Lawrence Rogers Blinks (1900–1989)
- L.R.Jones – Lewis Ralph Jones (1864–1945)
- L.Schneid. – Eduard Karl Ludwig Schneider (1809–1889)
- L.Späth – Louis Späth (fl. 1892)
- L.S.Sm. – Lindsay Stewart Smith (1917–1970)
- L.T.Lu – Ling Ti Lu (n. 1930)
- Lucand – Jean Louis Lucand (1821–1896)
- Luces – Zoraida Luces de Febres (n. 1922)
- Ludlow – Frank Ludlow (1885–1972)
- Luer – Carlyle A. Luer (n. 1922)
- Luetzelb. – Philipp von Luetzelburg (1880–1948)
- Lundell – Cyrus Longworth Lundell (1907–1994)
- Lundin – Roger Lundin (1955–2005)
- Lunell – Joël Lunell (1851–1920)
- Lush. – Alfred Wyndham Lushington (1860–1920)
- Lüth – Michael Lüth (fl. 2002)
- Lütjeh. – Wilhelm Jan Lütjeharms (1907–1983)
- Lutz – Berta Maria Júlia Lutz (1894–1976)
- L.W.Lenz – Lee Wayne Lenz (n. 1915)
- Lý – Trân Ðinh Lý (n. 1939)
- Lyall – David Lyall (1817–1895)
- Lydgate – John Mortimer Lydgate (1854–1922)
- Lye – Kaare Arnstein Lye (n. 1940)
- Lyell – Charles Lyell (1767–1849)
- Lyons – Israel Lyons (1739–1775)

## M–Z
| Liste: Sus | A | B | C | D | E F | G | H | I J | K L | M | N O | P | Q R | S | T U V | W X Y Z |

Pentru a găsi intrări ce încep cu M–Z, folosiți cuprinsul de mai sus.